# Заг
Заг (монг. Заг) — сомон в Баянхонгорському аймаці Монголії. Територія 2,561 тис. км²., населення 2,4 тис. осіб. Центр — селище Заг розташовано на відстані 188 км від Баянхонгору. Школа, лікарня, будинок культури.